# Vrydagha lepesmei
Vrydagha lepesmei är en insektsart som beskrevs av Albert Vayssière 1957. Vrydagha lepesmei ingår i släktet Vrydagha och familjen pärlsköldlöss.
Artens utbredningsområde är Kongo-Kinshasa. Inga underarter finns listade i Catalogue of Life.